# X-Technology Swiss Research & Development
X-Technology Swiss Research & Development ist ein schweizerischer Entwicklerin von Sportbekleidung mit Sitz in Zürich. Weltweit sind rund 60 Mitarbeiter für die nicht-kotierte AG tätig und die Marken – vor allem die zwei Funktionsbekleidungsmarken X-Bionic und X-Socks – sind in über 40 Ländern vertreten. Die Gesellschaft erwirtschaftet einen Jahresumsatz von rund 100 Millionen Euro.

## Geschichte
Als Ausgangspunkt für das Unternehmen gilt ein Treffen des promovierten Wirtschaftsingenieurs und Wirtschaftsprofessors Bodo W. Lambertz mit dem italienischen Bekleidungsfabrikanten Trerè Innovation s.r.l. aus Asola Ende 1996 in Köln, der mit seiner Klage vom Preiskampf mit Anbietern aus sogenannten Billiglohnländern den Impuls zur Herstellung von wissenschaftlich-technisch ausgelegten Socken und damit zur Gründung gab.
Rund zehn Jahre nach der Gründung stieg mit Patrick Lambertz die zweite Generation in die Leitung des Unternehmens ein. Im Sommer 2016 gab Bodo Lambertz die operative Verantwortung an einen externen CEO ab, blieb aber Vorsitzender des Aufsichtsrates. Der schied indes nach einem Jahr aus und Patrick Lambertz übernahm die Leitung.
Auf der ISPO 2018 teilte die Gesellschaft mit, dass die Zusammenarbeit mit der langjährigen Lizenznehmern Trerè Innovation s.r.l. nicht mehr verlängert wird. Für die Produktion der „X-Bionic“-Produkte wurde die Norman Group aus dem norditalienischen Castel Goffredo (Provinz Mantua) beauftragt und für die „X-Socks“-Socken die Firma Intersocks. Die Maßnahmen ermöglichten neben einer Steigerung der Produktion auch die Vertikalisierung der Prozesse von Stricken und Nähen bis zum Verpacken in einer Fabrik, was u. a. die Transportwege verkürzte.
Die Gesellschaft wurde im Jahr 2021 an die XCOX AG, ein Investmentvehikel von Christian Wenger und Oliver Pabst, verkauft.

## Unternehmen

### Hintergrund
In einem Portrait wurde die Gesellschaft, deren Kleidung auf Basis wissenschaftlicher Erkenntnisse entwickelt wird, als „eine Art Think Tank“ bezeichnet. Tatsächlich investierte X-Technology Swiss Research & Development in den ersten 20 Jahren rund 24 Millionen Euro „in die Sockenforschung“ sowie „weitere 16 bis 17 Millionen Euro in die Entwicklung anderer Funktionsbekleidung“. Dabei folgt das Unternehmen dem Ansatz, den Schweiß nicht von der Haut abzutransportieren, sondern als natürliches Kühlmittel auf der Haut zu verteilen. Seitens der Eidgenössischen Materialprüfungs- und Forschungsanstalt, der TU Dortmund und der WWU Münster sowie der Universität Verona soll es Tests geben, welche die Wirksamkeit speziell der Kleidung bestätigen sollen.

### Marken
Im Kern vermarktet das Unternehmen die zwei Marken „X-Socks“ für Socken und „X-Bionic“ für alle weitere Funktionskleidung. Laut FAZ umfasst das Sortiment insgesamt über 300 Produkte unterschiedlicher Art für diverse Aktivitäten.

### Sponsorings und Kooperationen
2014 wurde X-Technology Ausrüster der Ski-Alpin-Nationalmannschaft des Schweizer Verbandes Swiss-Ski. Zuvor erhielten schon die norwegischen Wintersportler um Aksel Lund Svindal Funktionswäsche geliefert. Im Jahr 2017 wurde X-Technology offizieller Sponsor des Team-Kits der Radsportmannschaft Gazprom-RusVelo, nachdem diese zuvor schon Unterwäsche und Socken erhielt. Seit 2017 unterstützt X-Technology den Ultra-Mountainbiker Kai Saaler.
Das slowakische Olympia-Trainingszentrum in Šamorín südwestlich von Bratislava, die X-Bionic Sphere, trägt den Namen einer der Marken.

## Auszeichnungen
Für ihre Produkte erhält die Gesellschaft regelmässig Auszeichnungen, die sich nach Firmenangaben über die Jahre im mittleren dreistelligen Bereich bewegen. 2018/2019 wurde beispielsweise eine Laufjacke aufgrund der „ThermoSyphon“-Technologie mit dem ISPO Award in Gold, dem Red Dot Design Award und dem iF Award ausgezeichnet. Beim letztgenannten Preis hat die Gesellschaft unter dem Strich über 50 Ehrungen erhalten.
2019 erhielt Unternehmensgründer Bodo Lambertz den siebten seit 2007 verliehenen „Lifetime Achievement Award“ des „Plus X Award“. Im Jahr zuvor wurde „X-Bionic“ anlässlich des 15-jährigen Jubiläums als die Marke ausgezeichnet, die in den Kategorien „Sports & Lifestyle“ und „Sports Clothing“ die meisten Auszeichnungen erhielt.

## Medienberichte
Im Selbstversuch deckte sich Alexandra Grauvogl von der Welt 2014 mit „spezielle(r) Kompressionsbekleidung von X-Bionic“ ein, um bei ihrem ersten Marathon „die Übersäuerung der Muskeln etwas herauszögern oder lindern“. Im Folgejahr bezeichnete der Der-Spiegel-Laufsportkolumnist Achim Achilles die Schweizer in einem persönlichen Test von Kompressionswäsche als „die Freaks unter den Sportwäscheproduzenten“. Wenige Monate zuvor im Sommer 2015 schrieb die Wirtschaftswoche über „Fünf Trends, die unsere Textilien revolutionieren“. Dabei wurde X-Technology als Beispiel für den Trend „Prima Klima auf der Haut“ aufgeführt.